# Темрјучки залив
Темрјучки залив (рус. Темрюкский залив) морски је залив у југоисточном делу акваторије Азовског мора у Русији. Целом својом акваторијом налази се на територији Краснодарске покрајине, односно њеног Темрјучког и Славјанског рејона. 
Темрјучки залив се протеже од Каменог рта на западу Таманског полуострва до Ачујевског рта, а његова дужина на отвореном мору је око 60 километара. Максимална дужина је око 27 км, док је највиша дубина око 11 метара. У залив се улива основни део тока реке Кубањ. Његове обале су доста ниске и замочварене, са бројним заливима и језерима лиманског порекла (највећи су Ахтанизовски и Курчански лиман). Под ледом је од средине јануара до почетка марта. 
највеће насеље на његовим обалама је станица Голубицкаја. У заливу је развијен комерцијални риболов.